# Герман Титов
Герман Титов (на руски: Ге́рман Степа́нович Тито́в; 11 септември 1935 г. – 20 септември 2000 г.) е вторият съветски космонавт и най-младият космонавт, летял в космоса. Той е дубльор на Юрий Гагарин при полета на „Восток 1“ през 1961 г. и лети в космоса същата година на борда на „Восток 2“, извършвайки първия полет с продължителност над 1 денонощие.

## Биография
Герман Титов е роден на 11 септември 1935 г. в село Верхнее Жилино, Косихински район, Алтайски край, Русия, в семейството на учителя по руски език и литература Степан Павлович Титов.
Завършва Налобихинското средно училище през 1953 г. и 9-о военно авиационно училище за начално обучение на военни летци през 1955 г. През 1957 г. завършва с отличие военното авиационно училище за летци в град Новосибирск и получава квалификация „военен летец“.
От 5 ноември 1957 г. е летец в 26-и гвардейски изтребителен авиополк, 41-ва изтребителна авиодивизия на 76-а въздушна армия, разположена в селището Сиверская на Ленинградски военен окръг, а от 28 октомври 1959 г. заема длъжността старши летец в 103-ти гвардейски изтребителен авиополк към същата дивизия.
На 7 март 1960 г. е зачислен като слушател-космонавт в първия отряд към Центъра за подготовка на космонавти със заповед на главното командване на ВВС. Завършва общокосмическата си подготовка на 25 януари 1961 г. и е назначен на длъжност с квалификация „космонавт на ВВС“.
Управлява космическия кораб „Восток 2“ на 6 и 7 август 1961 г., извършвайки първият космически полет, по-дълъг от едно денонощие – за 1 денонощие 1 час и 18 минути прави повече от 17 обиколки на Земята. Използва при полета позивната „Орёл“ (орел). Спускаемият апарат се приземява край град Красный Кут, Саратовска област.
От 1 септември 1961 г. до 2 март 1968 г. учи във ВВИА „Н. Е. Жуковски“, специалност „Пилотируеми въздушни и космически летателни апарати и двигатели за тях“. Завършва отново с отличие и получава квалификация „летец-космонавт-инженер“.
През 1970 г. напуска отряда на космонавтите и постъпва във Военната академия на Генералния щаб на Въоръжените сили на СССР, която също завършва с отличие през 1972 г. Получава квалификация „офицер с висшо военно образование“. През 1980 г. получава степен „кандидат на военните науки“. Заема редица ръководни длъжности. Излиза запас през 1992 г. с чин генерал-полковник от авиацията.
През 1992 г. създава акционерно дружество Международен звезден каталог „Космос-Земя“.
Автор е на книгите „Семнадцать космических зорь“, „Первый космонавт планеты“, „Голубая моя планета“, „На звездных и земных орбитах“.
Умира на 20 септември 2000 г. от сърдечна недостатъчност и е погребан на Новодевическото гробище в Москва.

## Заемани длъжности
След завършване на Военната академия на ГЩ заема редица длъжности:
- 1972 – 1973 г. – заместник-началник на Главния център за изпитания и управление на космическите средства;
- юни 1973 – 1979 г. – първи заместник-началник на Главното управление на космическите средства;
- юли 1979 – 1986 г. – първи заместник-началник на Главното управление на Министерството на отбраната на СССР;
- 1986 – 1991 г. – първи заместник-началник на Космическите части на Министерството на отбраната на СССР и началник на космодрума Байконур;
- 1991 – 1992 г. – първи заместник-началник на Космическите части на Министерството на отбраната на СССР.

От 1999 г. е президент Федерацията по космонавтика на Русия.

## Политическа кариера
Депутат е на 6-и и 7-и Върховен съвет на СССР.
Избран е за депутат от първото свикване на Държавната Дума на Русия в 107-и Коломенски окръг, Московска област, с мандат от 12 декември 1993 г. до 15 януари 1996 г. Член на фракцията на КПРФ. От 16 юни 1995 г. е член на комитета по промишленост, строителство, транспорт и енергетика. Председател е на Координационния съвет по програмата „Москва – Санкт-Петербург“ към руското правителство.
Във втората Държавна дума е избран в 106-и Коломенски окръг, отново от фракцията на КПРФ, с мандат от 17 декември 1995 г. до 17 януари 2000 г. Член е на комитета по отбрана и на комитета по конверсия и наукоемки технологии. Един от вносителите на законопроект за
държавна поддръжка на ракетно-космическата промишленост и космическата инфраструктура.

## Награди
- медал Герой на Съветския съюз, „Златна Звезда“ (9 август 1961 г.);
- два ордена „Ленин“ (17 юни 1961 г. и 9 август 1961 г.);
- орден на Октомврийската Революция (21 февруари 1985 г.);
- орден на Трудовото Червено Знаме (15 януари 1976 г.);
- орден „За заслуги пред Отечеството“, III степен (декември 1995 г.);
- медал „За усвояване на целинните земи“ (август 1961 г.);
- 9 юбилейни медала;
- лауреат на Ленинска премия в областта на науката и техниката (1988 г.);
- лауреат на Ломоносовска премия (за филма, заснет при космическия полет);
- медал Герой на Труда Демократична република Виетнам, „Златна Звезда“ (21 януари 1962 г.);
- орден Хо Ши Мин (СРВ), орден „Дружба“ (СРВ);
- Герой на социалистическия труд (НРБ, 27 септември 1962 г.);
- орден „Георги Димитров“ (НРБ, 27 септември 1962 г.);
- медал „25 години народна власт“ (НРБ);
- медал Герой на МНР, „Златна Звезда“ (10 декември 1961 г.);
- орден Сухе-Батор (МНР, 10 декември 1961 г.);
- орден Карл Маркс (ГДР, 1 септември 1961 г.);
- златен медал „За примерна работа“ (ГДР, 4 септември 1961 г.);
- орден Звезда на Индонезия, II степен (9 януари 1962);
- орден Звезда на Югославия с лента (19 септември 1962 г.);
- орден Звезда на Румъния, I степен (14 октомври 1961 г.);
- орден Звезда на Република Конго (1965 г.);
- орден Дружба и сотрудничество (САР, 1988 г.);
- медал „30 години от победата над милитаристка Япония“ (МНР, 8 януари 1976 г.);
- медал „100 години от раждането на Георги Димитров“ (НРБ, 14 февруари 1983 г.);
- Почетен знак за отличие на Президента на Украйна (11 април 1995 г.) за комплекса „Зенит“;
- Златен медал Константин Циолковски на АН СССР (1961 г.);
- медал де Лаво (ФАИ), златен медал от ВДНХ (28 декември 1961 г.).

На него е наречен кратер Титов на обратната страна на Луната.